# Jeffrey MacDonald
Jeffrey R. MacDonald (* 12. Oktober 1943) ist ein US-amerikanischer Militärarzt und ehemaliger Offizier der Green Berets, der 1979 wegen Mordes an seiner schwangeren Ehefrau Colette (26) und seinen beiden Töchtern Kristen (2) und Kimberly (5) verurteilt wurde.
Der Mordfall MacDonald ist nach wie vor einer der am meisten verhandelten Mordfälle in der amerikanischen Kriminalgeschichte.

## Morde
Das Verbrechen geschah am 17. Februar 1970 in Fort Bragg in North Carolina. Mit äußerster Brutalität wurden die Opfer mit Messern, Knüppel und Eispickeln angegriffen, wobei diese Tatwaffen, von Fingerabdrücken befreit, direkt an der Hintertür des Hauses gefunden wurden. MacDonald hat stets seine Unschuld an den Morden beteuert, von denen er behauptet, sie seien von vier Eindringlingen begangen worden  (drei männlich und eine weiblich), die das Verbrechen nach dem Muster der Manson-Morde im Drogenrausch begangen haben sollen.
Verdächtigt wurde er einerseits aufgrund vieler Widersprüche in seinen Aussagen, andererseits wegen offensichtlicher Fakten. Während beispielsweise die Opfer massivste Verletzungen aufwiesen, erlitt er nur harmlose Stichwunden, die er sich als erfahrener Chirurg auch selbst hätte beibringen können. Außerdem gab es keine wesentlichen Beschädigungen in der Wohnung, die bei einem derartigen Überfall mit so vielen Tätern zu erwarten gewesen wären.
Andererseits gab es auch mehrere Ermittlungsfehler – so gingen z. B. einige Beweismittel verloren oder wurden irrtümlich vernichtet. Unter anderem wurde unter einem von Colettes Fingernägeln ein fremdes einzelnes Hautfragment geborgen, was MacDonalds Behauptung der Eindringlinge stützen würde, wobei auch dieses Beweisstück später verloren ging und nicht weiter beachtet wurde.
Am 6. Juli 1970 fand eine erste Anhörung nach Artikel 32 der Armee über MacDonalds mögliche Schuld unter der Aufsicht von Colonel Warren Rock statt, welche bis September dauerte. Am Ende dieser Anhörung empfahl Colonel Rock die Anklage gegen MacDonald fallen zu lassen, da es keine ausreichenden Beweise für seine Schuld gebe. Obwohl wenig später die Anklage formal fallen gelassen wurde, wurde 1971 eine neue Kriminalpolizeiuntersuchung mit dem Auftrag, den oder die Mörder zu finden, zusammengestellt, wobei MacDonald immer noch als Verdächtiger geführt wurde.
In den Jahren unmittelbar nach der Abweisung der Mordanklage erhielt MacDonald eine Fülle von emotionaler und öffentlicher Unterstützung. Er schrieb auch Briefe an mehrere Zeitschriften und Zeitungen, in denen er seine Bereitschaft bekundete, den Hintergrund und die rechtlichen Aspekte seines Falles weiter öffentlich zu machen.
Nichtsdestotrotz wurde MacDonald am 24. Januar 1975 formell wegen Mordes in drei Fällen angeklagt. Nach langer juristischer Prüfung wurde er dann am 16. Juli 1979 wegen dreifachen Mordes vor Gericht gestellt, wobei die Jury wegen der erdrückenden Indizienbeweiskette von MacDonalds Schuld ausging. So konnte das Tatszenario hauptsächlich dadurch veranschaulicht werden, dass jedes Familienmitglied eine andere Blutgruppe hatte und so sicher bewiesen werden konnte, wann wer wie und wo angegriffen und verletzt worden war.
MacDonald wurde 1983 seine ärztliche Zulassung entzogen. Mehrere Eingaben und Petitionen MacDonalds wie u. a. die Forderung nach Wiederaufnahme des Verfahrens wurden alle abgelehnt. Noch heute sitzt MacDonald seine lebenslange Strafe in Cumberland, Maryland, ab.

## Filmische Adaptionen
- 1984 wurde der Fall (nach dem 1983 erschienenen Buch Fatal Vision von Joe McGinniss) unter dem Titel Ich bin kein Mörder (Original: Fatal Vision) als Miniserie verfilmt. Gary Cole spielt Jeffrey MacDonald, Karl Malden MacDonalds Schwiegervater Freddy Kassab und Barry Newman (bekannt aus der Anwaltsserie Petrocelli) MacDonalds Verteidiger Bernie Segal. Der Film geht von der Schuld MacDonalds aus.
- Eine Verfilmung von McGinniss' Nachfolgebuch Final Vision wurde 2017 bei dem Sender Investigation Discovery ausgestrahlt (deutsch Hinter der Fassade). Scott Foley spielte Jeffrey MacDonald und Dave Annable spielte McGinniss.